# Враг мира
Враг мира (англ. The Enemy of the World) — четвертая серия пятого сезона британского научно-фантастического телесериала «Доктор Кто», состоящая из шести эпизодов, которые были показаны в период с 23 декабря 1967 по 27 января 1968 года. Серия полностью сохранилась в архивах Би-би-си в Нигерии, где в октябре 2013 года были найдены все эпизоды.

## Сюжет
Доктор, Джейми и Виктория гуляют по пляжу Австралии в 2018 году, когда на Доктора совершается покушение. Контроллер потенциальных убийц, агент Астрид Ферье, спасает их на вертолете. Она отвозит их к своему боссу Джайлзу Кенту. Там они узнают, что Доктор — двойник Саламандра, безжалостного мегаломаньяка, который управляет Организацией Объединенных Зон. Он поднялся к власти, собирая и осваивая солнечные лучи, чтобы увеличить урожай зерновых, но увеличивая так же и свои силы. Кент, который был заместителем руководителя безопасности Северной Африки и Европы, рассказывает, что не сошелся с Саламандром, и тот разрушил его карьеру и убрал от него всех его союзников. Единственным остался Александр Денес в Центрально-Европейской Зоне. Дом Кента окружают войска начальника безопасности Дональда Брюса, и Доктору приходится изображать Саламандра, чтобы спасти своих товарищей и собрать информацию о его проектах.
Брюс запугивает всех на своем пути, но актерское мастерство Доктора достаточно сильно, чтобы убедить его, что он — Саламандр, несмотря на то, что тот должен быть на конференции в Центрально-Европейской зоне. Брюс уходит, хоть и с подозрением, когда Доктор понимает, что Кент вызвал Брюса сам, чтобы проверить его мастерство. Доктор недостаточно убежден, что Саламандр — злодей, но Кент проталкивает все же свой план. Джейми, Виктория и Астрид должны проникнуть в свиту Саламандра, пока он еще в Центрально-Европейской Зоне, в зоне влияния Денеса, и собрать доказательства на Саламандра. А тем временем, Доктор и Кент поедут на исследовательскую станцию в Канове для сбора данных там.
Настоящий Саламандр предупреждает о спящем вулкане в Венгрии, который готов взорваться, но Денес не верит, что это возможно. Джейми, Виктория и Астрид прибывают в Центральную Европу. Джейми проникает в окружение Саламандра, предотвращая поддельное покушение на лидера, а Виктория становится помощницей личного повара Саламандра. Астрид сообщает Денесу о двух шпионах, вошедших в окружение лидера.
Помощник Денеса, Федорин, поддается шантажу Саламандра, но испуган тем, что Денеса вскоре убьют, и вскоре Саламандра попросят взять на себя зону после природной катастрофы. Начинается землетрясение вместе с обещанным вулканическим извержением. Дональд Брюс прибывает, не спрашивая Саламандра о том, что тот делал в Австралии, но обвиняет его во вмешательстве в вулкан. Саламандр обвиняет Денеса в халатности и требует убрать его с должности. Того арестовывают, и Федорину отдается приказ отравить заключенного до суда. Но он не может это сделать, и Саламандр делает травит его самого.
У Брюса назревают серьезные подозрения, он пытается допросить Джейми о ситуации в Австралии. Теодор Беник, также подозревающий неладное, посещает и запугивает Джайлза Кента, но Доктор прячется, пока непрошеный гость уничтожает собственность Кента.
Джейми и Виктория тем временем сближаются с Фарией, пробовальщицей еды Саламандра. Джейми предпринимает неудачную попытку освободить Денеса, но того убивают, а Джейми и Викторию арестовывают, а Астрид сбегает. Это заставляет Брюса расспросить Саламандра о его отношениях с Джейми и его присутствии с ним и Кентом в Австралии, и тот решает немедленно вернуться в Канову и разоблачить двойника
Астрид также возвращается в Австралию, а Джейми и Викторию переводят как заключенных в Исследовательский центр Кановы. Фария передает папку Саламандра с компроматом на Федорина, что окончательно убеждает Доктора, что Саламандр злой. Но Беник и его солдаты атакуют здание, Фария погибает, и папка теперь потеряна. Остальные сбегают.
Саламандр после встречи с Беником и Брюсом одевает радиационный костюм и спускается на секретном лифте, который доставляет его в секретный бункер под Центром. В бункере находится группа людей, считающих, что Саламандр вернулся с поверхности зараженной радиацией планеты после поисков еды. Они управляют землетрясениями, считая, что так борются с врагом. Многие с этим соглашаются, но Колин умоляет Саламандра взять его на поверхность в следующий раз, несмотря на то, что никто из попутчиков Саламандра оттуда не возвращался. Доктора и друзей обнаруживает Дональд Брюс, который сообщает, что он слуга мирового правительства, а не Саламандра, который, как доказывает Астрид, обманщик, убийца и шантажист. Доктор и Брюс заключают союз для поиска новых улик.
При распаковке еды Свонн находит обрывок газеты, и понимает, что наверху есть нормальная жизнь, а война — вранье. Саламандр обещает показать ему поверхность, полную жалких мутантов, и их действия всего лишь облегчают их участь. Это злит Колина, чьи просьбы отклонялись.
Найдя бункер, Астрид находит и Свонна, избитого Саламандром. Перед смертью тот рассказывает о друзьях в бункере. Она спускается туда и рассказывает об обмане Саламандра.
Брюс и Доктор освобождают Джейми и Викторию из центра, и отправляют их в ТАРДИС. Доктор идет в архив, где изображает Саламандра. Вскоре прибывает посетитель, Джайлз Кент, с ключом от секретной комнаты. Думая, что перед ним Саламандр, он открывает своё истинное лицо.
Колин и Мэри обвиняют Кента, который взял людей в бункер для «теста на выносливость». Он долгое время был в союзе с Саламандром. Кент сбегает в пещеры через архив, но те начинены взрывчаткой. Брюс арестовывает Беника.
Кент и Саламандр встречаются в туннеле, спорят и последний смертельно ранит своего бывшего союзника, который перед смертью взрывает туннели, нанося повреждения и станции наверху. Люди в бункере выживают, и Астрид идет их спасать.
Доктор, контуженный и истекающий кровью от взрыва, входит в ТАРДИС и просит Джейми включить управление за него. Джейми начинает что-то подозревать, и появляется настоящий Доктор. Происходит схватка, и Саламандр дергает за рычаг ТАРДИС при открытой двери. Саламандр вылетает из неё во временной вихрь, а остальные держатся за что попало, пытаясь не повторить его судьбу.

## Трансляции и отзывы
| Эпизод      | Дата показа     | Продолжительность | Телезрители (в миллионах) | Archive  |
| ----------- | --------------- | ----------------- | ------------------------- | -------- |
| «Эпизод 1»  | 23 декабря 1967 | 23:45             | 6.8                       | 16mm t/r |
| «Эпизод 2»  | 30 декабря 1967 | 23:48             | 7.6                       | 16mm t/r |
| «Эпизод 3»  | 6 января 1968   | 23:05             | 7.1                       | 16mm t/r |
| «Эпизод 4»  | 13 января 1968  | 23:46             | 7.8                       | 16mm t/r |
| «Эпизод 5»  | 20 января 1968  | 24:22             | 6.9                       | 16mm t/r |
| «Эпизод 6»  | 27 января 1968  | 21:41             | 8.3                       | 16mm t/r |
| [ 1 ] [ 2 ] |                 |                   |                           |          |